# Pilotek

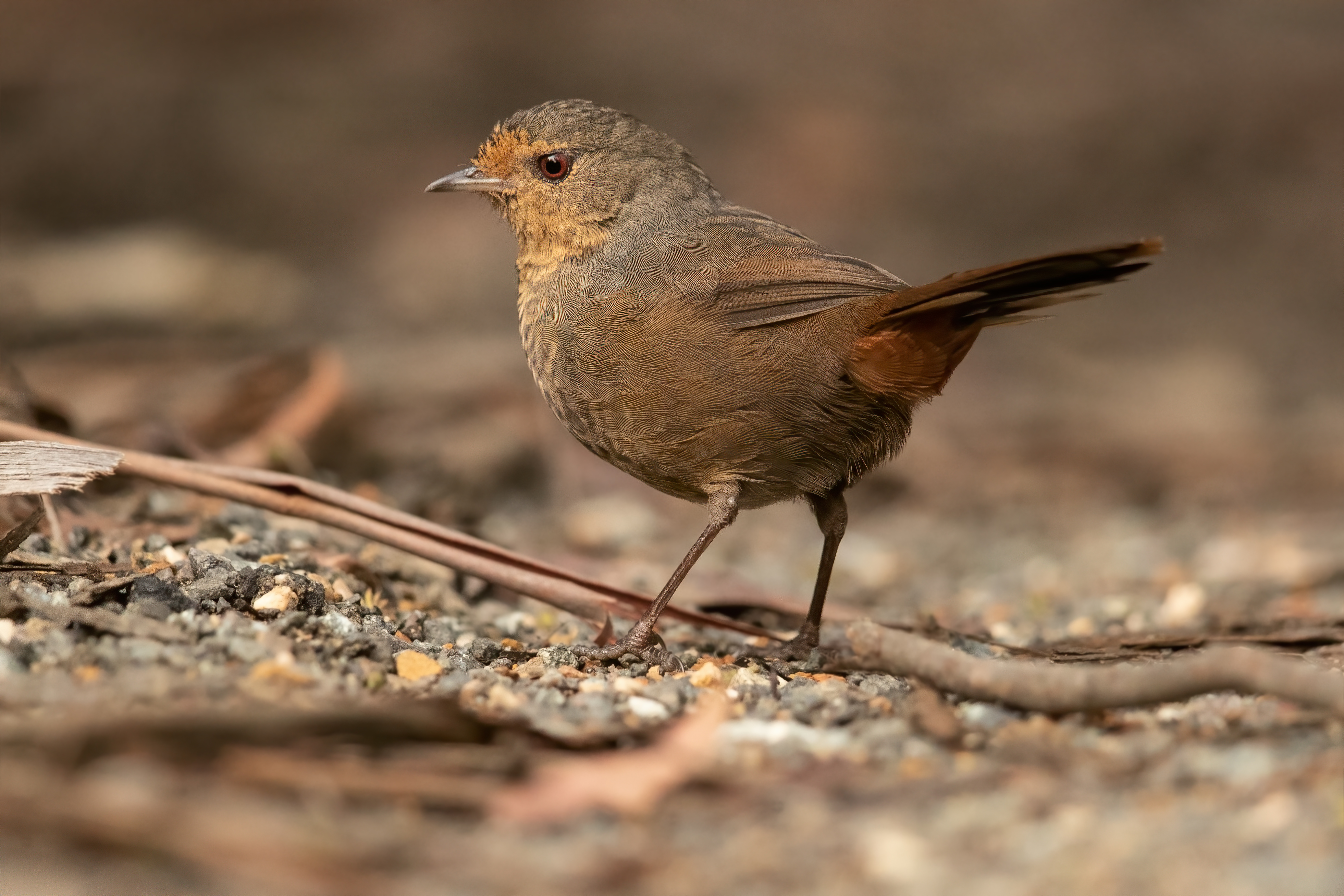
Pilotek sfotografowany w Nowej Południowej Walii

Pilotek (Pycnoptilus floccosus) – gatunek ptaka z rodziny buszówkowatych (Acanthizidae), jedyny przedstawiciel rodzaju Pycnoptilus. Ptak endemiczny dla południowo-wschodniego obszaru Nowej Południowej Walii i dla stanu Wiktoria w Australii. Naturalnym siedliskiem pilotka są umiarkowane, wilgotne lasy i okazjonalnie lasy deszczowe.

## Systematyka
Klasyfikacja tego gatunku jest dyskusyjna (niektórzy badacze umieszczają pilotka wewnątrz rodziny Dasyornithidae). Wyróżniane są dwa podgatunki P. floccosus:
- P. floccosus floccosus żyjący w Górach Śnieżnych w Nowej Południowej Walii,
- P. floccosus sandfordi żyjący w nizinnych lasach od Newcastle po Melbourne.

## Morfologia
W porównaniu do innych przedstawicieli rodziny buszówkowatych, pilotek jest dość dużym ptakiem. Mierzy około 18 cm, masa jego ciała to około 27 g. Charakteryzuje go duża głowa i krótki dziób. Obie płcie ubarwione na brązowo, widoczne półokrągłe znaki na piersi, pióra na gardle lekko pomarańczowe.

## Status
Międzynarodowa Unia Ochrony Przyrody (IUCN) uznaje pilotka za gatunek narażony na wyginięcie (VU – vulnerable) od 2022 roku; wcześniej, od 1988 był uznawany za gatunek najmniejszej troski (LC – least concern). Liczebność populacji została oszacowana na 10000-143000 (ok. 88 tys.) dorosłych osobników. Trend liczebności populacji uznawany jest za spadkowy.